# Osowiec Przystanek
Osowiec Przystanek – przystanek kolejowy w miejscowości Osowiec, w województwie opolskim, w powiecie opolskim, w gminie Turawa, w Polsce.

## Ruch pasażerski
W roku 2017 przystanek obsługiwał 0–9 pasażerów na dobę.
W roku 2022 dobowa wymiana pasażerska na przystanku wynosiła 20-49 pasażerów.